# Gmina Staffanstorp
Gmina Staffanstorp (szw. Staffanstorps kommun) – gmina w Szwecji, w regionie Skania, z siedzibą w Staffanstorp.
Pod względem zaludnienia Staffanstorp jest 116. gminą w Szwecji. Zamieszkuje ją 20 394 osób, z czego 50,19% to kobiety (10 235) i 49,81% to mężczyźni (10 159). W gminie zameldowanych jest 716 cudzoziemców. Na każdy kilometr kwadratowy przypada 189,03 mieszkańca. Pod względem wielkości gmina zajmuje 270. miejsce.